# Знаки поштової оплати України 1997
Знаки поштової оплати України 1997 — перелік поштових марок, введених в обіг Укрпоштою в 1997 році.
З 22 березня по 30 грудня 1997 року було випущено 43 пам'ятні (художні, комеморативні) поштові марки. Тематика комеморативних марок охопила ювілеї визначних дат, подій, пам'яті видатних діячів культури та інші. До обігу надійшли знаки поштової оплати номіналом в 0,10; 0,20; 0,30; 0,40 та 0,60 гривні.
Марки № 141, 142, 150—156 та 175 надрукував банкнотно-монетний двір Національного банку України, а інші було надруковано державним підприємством «Поліграфічний комбінат „Україна“» (Київ).
Відсортовані за датою введення.

## Список комеморативних марок
| № у каталозі                        | Зображення | Опис та джерело | Номінал                              | Дата введення в обіг | Тираж                                   | Дизайн                         |
| ----------------------------------- | ---------- | --- | ------------------------------------ | -------------------- | --------------------------------------- | ------------------------------ |
| № 136 № 137                         |            | Зчіпка «Тваринний світ України», дві марки з купоном - Рись звичайна Felis lynx - Ведмідь бурий Ursus arctos | 0,20 гривні                          | 22 березня 1997 року | 200 000                                 | Генадій Кузнецов               |
| № 138                               |            | Покровська оборонна церква 1476 р. в с. Сутківцях | 0,20 гривні                          | 19 квітня 1997 року  | 250 000                                 | Іван Крислач                   |
| № 139                               |            | Хрестовоздвиженський собор 1689—1709 рр. у Полтаві | 0,20 гривні                          | 19 квітня 1997 року  | 250 000                                 | Іван Крислач                   |
| № 140                               |            | Собор святого Юра 1748—1762 рр. у Львові | 0,20 гривні                          | 19 квітня 1997 року  | 250 000                                 | Іван Крислач                   |
| № 141 № 142                         |            | Блок «Спільна тематика поштових випусків за програмою „PostEurop“-97: Історії і легенди. Історія України (Період Київської Русі). Легендарні київські князі Кий, Щек, Хорив і їхня сестра Либідь (кінець VI — початок VII ст.)» - Кий, Щек - Хорив, Либідь                                                                            | 0,40 гривні                          | 6 травня 1997 року   | 700 000                                 | Володимир Таран, Олексій Харук |
| № 143                               |            | IV Національна філателістична виставка «Шевченків край» у м. Черкасах | 0,10 гривні                          | 17 травня 1997 року  | 5 000                                   | С. П. Міненко                  |
| № 144                               |            | 100 років від дня народження Олександра Гнатовича Шаргея (Юрія Васильовича Кондратюка) (1897—1942) | 0,20 гривні                          | 21 червня 1997 року  | 250 000                                 | Василь Дворник                 |
| № 145                               |            | Перша річниця прийняття Конституції України | 0,20 гривні                          | 28 червня 1997 року  | 250 000                                 | Василь Дворник                 |
| № 146                               |            | Народні свята та обряди. Свято Івана Купала. | 0,20 гривні                          | 5 липня 1997 року    | 250 000                                 | Олексій Штанко                 |
| № 147                               |            | «Славетні жінки України». Велика княгиня київська Ольга. | 0,40 гривні                          | 12 липня 1997 року   | 250 000                                 | Олексій Штанко                 |
| № 148                               |            | «Славетні жінки України». Роксолана (Хуррем, Хасекі). | 0,40 гривні                          | 12 липня 1997 року   | 250 000                                 | Олексій Штанко                 |
| № 149                               |            | 100-річчя першого поселення українців в Аргентині | 0,20 гривні                          | 16 серпня 1997 року  | 200 000                                 | І. В. Турецький                |
| № 150 № 151 № 152 № 153 № 154       |            | Зчіпка «Нагороди України» з п'яти марок - Відзнака Президента України орден «За заслуги» - Відзнака Президента України «Орден Богдана Хмельницького» - Відзнака Президента України орден «За мужність» - Відзнака Президента України медаль «За військову службу Україні» - Відзнака Президента України медаль «За бездоганну службу» | 0,60 0,40 0,30 0,20 гривні           | 20 серпня 1997 року  | 300 000 200 000 300 000 200 000 250 000 | Володимир Таран, Олексій Харук |
| № 155 № 156                         |            | Блок «Нагороди України. Відзнака Президента України „Орден князя Ярослава Мудрого“» - Знак ордена князя Ярослава Мудрого - Зірка ордена князя Ярослава Мудрого | 0,60 гривні                          | 20 серпня 1997 року  | 50 000                                  | Володимир Таран, Олексій Харук |
| № 157                               |            | Гетьман Дмитро Вишневецький (Байда) | 0,20 гривні                          | 13 вересня 1997 року | 250 000                                 | Юрій Логвин                    |
| № 158                               |            | Гетьман Пилип Орлик | 0,20 гривні                          | 13 вересня 1997 року | 250 000                                 | Юрій Логвин                    |
| № 159                               |            | 125 років від дня народження Соломії Амвросіївни Крушельницької (1872—1952). | 0,20 гривні                          | 23 вересня 1997 року | 250 000                                 | Сергій Лук'яненко              |
| № 160                               |            | Літакобудування в Україні. «Літак Ан-74 ТК-200» | 0,20 гривні                          | 30 жовтня 1997 року  | 250 000                                 | В. І. Самойлов                 |
| № 161                               |            | Літакобудування в Україні. «Літак Ан-38-100» | 0,40 гривні                          | 30 жовтня 1997 року  | 250 000                                 | В. І. Самойлов                 |
| № 162                               |            | Спільний американсько-український космічний експеримент «Columbia» (19.11-5.12.1997). Космонавт дослідник України Л. К. Каденюк | 0,40 гривні                          | 6 грудня 1997 року   | 200 000                                 | Є. Ф. Сендзюка                 |
| № 163                               |            | Суднобудування в Україні. «Есмінець Завєтний» | 0,20 гривні                          | 6 грудня 1997 року   | 250 000                                 | В. І. Самойлов                 |
| № 164                               |            | Суднобудування в Україні. Науково-дослідне судно «Академік Сергій Корольов» | 0,40 гривні                          | 6 грудня 1997 року   | 250 000                                 | В. І. Самойлов                 |
| № 165                               |            | З Різдвом Христовим! | 0,20 гривні                          | 20 грудня 1997 року  | 200 000                                 | Генадій Задніпряний            |
| № 166                               |            | Народне мистецтво України. Народний живопис: «Півень» | 0,20 гривні                          | 20 грудня 1997 року  | 200 000                                 | Генадій Кузнецов               |
| № 167                               |            | Народне мистецтво України. Вишивка бісером: кептар. | 0,20 гривні                          | 20 грудня 1997 року  | 200 000                                 | Генадій Кузнецов               |
| № 168                               |            | Народне мистецтво України. Різьблення по дереву: декоративне блюдо. | 0,40 гривні                          | 20 грудня 1997 року  | 200 000                                 | Генадій Кузнецов               |
| № 169                               |            | Народне мистецтво України. Ліплення з глини: «Баран». | 0,40 гривні                          | 20 грудня 1997 року  | 200 000                                 | Генадій Кузнецов               |
| № 170 № 171 № 172 № 173             |            | Марочний аркуш «Народне мистецтво України» | 0,20 0,40 0,20 гривні                | 20 грудня 1997 року  | 50 000                                  | Генадій Кузнецов               |
| № 174                               |            | 125 років від дня народження Василя Григоровича Кричевського (1872—1952). | 0,10 гривні                          | 20 грудня 1997 року  | 5 000                                   | Олексій Штанко                 |
| № 175                               |            | 275 років від дня народження Григорія Савича Сковороди (1722—1794). | 0,60 гривні                          | 27 грудня 1997 року  | 200 000                                 | Володимир Таран, Олексій Харук |
| № 176 № 177 № 178 № 179 № 180 № 181 |            | Блок «Тваринний світ України» - Жайворонок польовий Alauda arvensi - Орлан-білохвіст Haliaeetus albicilla Linnaeus - Лелека чорний Ciconia nigra Linnaeus - Їжак вухатий Erinaceus auritus Gmelin - Садовий вовчок Eliomys quercinus Linnaeus - Кабан Sus scrofa                                                                      | 0,20 0,40 0,20 0,40 0,20 0,40 гривні | 30 грудня 1997 року  | 100 000                                 | В. І. Лєсняк                   |
| № 182                               |            | Давні герби земель України. Закарпаття. | 0,20 гривні                          | 30 грудня 1997 року  | 200 000                                 | О. В. Снарський                |